# Ruchy roślin
Ruchy roślin związane są z wrażliwością tkanek na pobudzenie przez różne bodźce, np. światło, temperaturę, wodę, substancje chemiczne. Zdolność komórek do reagowania na bodźce to pobudliwość.

## Tropizmy
Reakcje wzrostowe roślin wielokomórkowych wywołane bodźcem ukierunkowanym.
Tropizmy spowodowane są działalnością hormonów roślinnych – auksyn. Hormony te wytwarzane są w stożkach wzrostu i powodują szybsze wydłużanie się komórek oraz wyginanie się organu roślinnego w kierunku bodźca poprzez gromadzenie się po odpowiedniej stronie pędu. Jeżeli organ kieruje się do miejsca o większej intensywności działania bodźca wówczas ruch ten nazywamy tropizmem dodatnim, natomiast wychylanie się w przeciwnym kierunku – tropizmem ujemnym.
- Fototropizm to ruch powodujący wyginanie się organu roślinnego w kierunku światła. Fototropizmem dodatnim cechuje się pęd roślin, podczas gdy fototropizm ujemny jest typowy dla korzeni.

- Geotropizm to ruch wywołany reakcją organu na działanie siły ciężkości. Geotropizm dodatni – ruch w kierunku do wnętrza Ziemi jest charakterystyczny dla korzeni, geotropizm ujemny – w kierunku przeciwnym do siły ciążenia – dla łodyg.

- Hydrotropizm to ruch służący poszukiwaniu większych ilości wody. Hydrotropizm dodatni wykazują korzenie, a hydrotropizm ujemny – łodygi roślin.

- Chemotropizm – ruch spowodowany przez czynniki chemiczne.

- Termotropizm – ruch wywołany temperaturą.

- Tigmotropizm – ruch powodowany przez bodźce mechaniczne, np. dotyk. Wrażliwe są np. wąsy dzięki którym rośliny mogą się przyczepiać do podpór.

- Elektrotropizm – wywołany przez potencjał elektryczny.

- Traumotropizm – powodowany przez zranienia.

## Nastie
Ruchy wygięciowe organów roślinnych spowodowane bodźcem bezkierunkowym. Są to ruchy roślin niezależne od kierunku działania bodźca, mogą być wywołane zarówno przez bodźce kierunkowe, jak i rozproszone. Tropizmy to przede wszystkim ruchy wzrostowe, natomiast nastie to głównie ruchy turgorowe, wywołane zmianami turgoru (otwieranie się komórek szparkowych) jak również wzrostowe (epinastie – otwieranie się kwiatów, czy hiponastie zamykanie się kwiatów).
- Sejsmonastia oraz haptonastia – ruch wywołany bodźcami mechanicznymi (np. dotknięcie liścia mimozy, powoduje ich natychmiastowe złożenie[3]),
- Termonastia – ruch wywołany zmianami temperatury otoczenia (np. otwieranie i zamykanie się kwiatów krokusa),
- Fotonastia – ruch wywołany zmianami natężenia światła (np. otwieranie i zamykanie się kwiatów maciejki), odmianą jest nyktynastia,
- Chemonastia – ruch wywołany bodźcami chemicznymi (np. ruch włosków roślin mięsożernych).

## Taksje
Ruchy całych komórek (np. glonów lub organelli komórkowych – chloroplastów) w poszukiwaniu najlepszych warunków środowiska. Występują taksje dodatnie - w kierunku źródła bodźca, oraz taksje ujemne – w kierunku przeciwnym.
- Fototaksja – ruch komórek w poszukiwaniu najlepszych warunków świetlnych (np. glony, chloroplasty).
- Chemotaksja – ruch komórek w poszukiwaniu najlepszych warunków chemicznych (np. gamety roślin).

## Ruchy higroskopowe
Ruchy organów będące skutkiem nierównomiernego wysychania lub nasiąkania martwych włókien ścian i błon komórkowych.
- Higrochazja – ruch następujący w wyniku pobierania wody przez komórki.
- Kserochazja – ruch następujący w wyniku utraty wody przez komórki.

## Ruchy nutacyjne
Wykonywane przez młode pędy i liście, są to kołowe lub wahadłowe ruchy spowodowane nierównomiernym wzrostem poszczególnych części organu.